# Зубов, Владимир Иванович
Влади́мир Ива́нович Зу́бов (14 апреля 1930 — 27 октября 2000) — советский и российский математик, механик, физик и педагог, член-корреспондент Академии наук СССР.

Могила В. И. Зубова на Никольском кладбище в Санкт-Петербурге

## Биография
Родился в городе Кашира Московской области, где окончил неполную среднюю школу в 1945 году. В четырнадцатилетнем возрасте в результате взрыва боеприпаса, сохранившегося со времени обороны Москвы, повредил глаза. Зрение сохранить не удалось. В 1946 году приехал в Ленинград, окончил среднюю школу и в 1949 году поступил в Ленинградский государственный университет.
В 1953 году на год раньше срока В. И. Зубов окончил математико-механический факультет Ленинградского университета. В 1955 году защитил диссертацию на соискание учёной степени кандидата физико-математических наук, в 1960 году — диссертацию на соискание учёной степени доктора физико-математических наук, с 1963 года — профессор.
Основатель факультета Прикладной математики — процессов управления Ленинградского государственного университета (открыт 10 октября 1969 года), заведующий кафедрой теории управления Ленинградского государственного университета (1967—2000 гг.).

## Признание
- В 1968 году удостоен звания лауреата Государственной премии СССР за цикл работ по теории автоматического регулирования.
- В 1981 году избран членом-корреспондентом АН СССР по отделению механики и процессов управления.
- В октябре 1998 года ему присвоено звание Заслуженного деятеля науки Российской Федерации.
- В честь Владимира Ивановича Зубова 9 марта 2001 года назван астероид (10022) Зубов, открытый 22 сентября 1979 года советским астрономом Николаем Черных в Крымской обсерватории[2][3].

## Из библиографии
- Зубов В. И. Методы А. М. Ляпунова и их применение / Ленингр. ордена Ленина гос. ун-т им. А. А. Жданова. — Ленинград : Изд-во Ленингр. ун-та, 1957. — 241 с.
- Зубов В. И. Математические методы исследования систем автоматического регулирования. — Ленинград : Судпромгиз, 1959. — 324 с.
  - Зубов В. И. Математические методы исследования систем автоматического регулирования . — 2-е изд., перераб. и доп. — Ленинград : Машиностроение. Ленингр. отд-ние, 1974. — 335 с.
- Зубов В. И. Колебания в нелинейных и управляемых системах. — Ленинград : Судпромгиз, 1962. — 631 с.
- Зубов В. И. Теория оптимального управления судном и другими подвижными объектами. — Ленинград : Судостроение, 1966. — 352 с.
- Динамика свободного твёрдого тела и определение его ориентации в пространстве / Ленингр. гос. ун-т им. А. А. Жданова ; В. И. Зубов, В. С. Ермолин, В. Н. Иголкин и др. ; Под ред. В. И. Чернецкого. — Ленинград : Изд-во Ленингр. ун-та, 1968. — 208 с.
- Зубов В. И. Аналитическая динамика гироскопических систем. — Ленинград : Судостроение, 1970. — 317 с.
- Зубов В. И. Устойчивость движения: Методы Ляпунова и их применение : [Учеб. пособие для мех.-мат. специальностей ун-тов]. — Москва : Высш. школа, 1973. — 271 с.
  - Зубов В. И. Устойчивость движения : (Методы Ляпунова и их применение). [Учеб. пособие для мех.-мат. спец. ун-тов] / В. И. Зубов. — 2-е изд., перераб. и доп. — М. : Высш. шк., 1984. — 232 с.
- Зубов В. И. Лекции по теории управления: [Для вузов по спец. «Прикл. математика»]. — Москва : Наука, 1975. — 495 с.
- Управление вращательным движением твёрдого тела / Зубов В. И., Ермолин В. С., Сергеев С. Л., Смирнов Е. Я. ; Науч. ред. Ю. З. Алешков. — Ленинград : Изд-во ЛГУ, 1978. — 200 с.
- Зубов В. И. Теория колебаний: [Учеб. пособие для мех.-мат. спец. ун-тов]. — Москва : Высш. школа, 1979. — 400 с.
- Зубов В. И. Проблема устойчивости процессов управления. — Л. : Судостроение, 1980. — 253 с.
  - Зубов В. И. Проблема устойчивости процессов управления; Санкт-Петербургский гос. ун-т, Фак. прикл. математики-процессов упр. — 2-е изд., испр. и доп. — Санкт-Петербург : НИИ Химии СПбГУ, 2001. — 353 с.; ISBN 5-7997-0307-3
- Зубов В. И. Теория уравнений управляемого движения : Учеб. пос. — Л. : Изд-во Ленингр. ун-та, 1980. — 288 с.
- Зубов В. И. Аналитическая динамика системы тел : [Учеб. пос. для вузов по спец. «Механика»] / — Л. : Изд-во ЛГУ, 1983. — 344 с.
- Зубов В. И. Колебания и волны : [Учеб. пос. для мех.-мат. спец. ун-тов]; Ленингр. гос. ун-т. — Л. : Изд-во ЛГУ, 1989. — 414 с.; ISBN 5-288-00215-0
- Зубов В. И. Динамика управляемых систем : [монография]; С.-Петерб. гос. ун-т. — 2-е изд., перераб. и доп. — СПб. : Изд-во С.-Петерб. ун-та, 2004. — 376 c.; ISBN 5-288-03423-0